# Otto Bauer
Otto Bauer  (Beč, 5. rujna 1881. – Pariz, 4. srpnja 1938.) je bio austrijski socijaldemokrat. Smatra ga se za jednim od vodećih mislitelja lijeve orijentacije, austromarksističke orijentacije. Također je bio nadahnuće za pokret Nove ljevice i eurokomunizam, koji su pokušali naći "treći put" k demokratskom socijalizmu.

## Životopis
Rođen je u Beču. Studirao je na Sveučilištu u Beču. Studij je završio 1906. godine. Prvu je knjigu objavio 1907. To je bila knjiga Die Sozialdemokratie und die Nationalitätenfrage u kojoj je razradio princip nacionalne osobne autonomije (Prinzip der Kulturautonomie).Politički se aktivirao još na studiju. U Socijaldemokratskoj stranci Austrije postupno se uspinje nakon završetka doktorskih studija. Utemeljio je stranački žurnal Der Kampf 1907. Između 1907. i 1914. bio je sekretar u stranci. Kao jedan od vodećih austrijskih "lijevih" socijalista došao je u poziciju za vjerojatnog nasljednika Viktora Adlera na mjestu čelnika stranke.
Zarobljen je na Istočnom bojištu u prvim mjesecima Prvog svjetskog rata. Tri je godine bio ratni zarobljenik u Rusiji. Vratio se u Austriju 1917. Kad je Viktor Adler umro 1918., postao je čelnik austrijskih socijaldemokrata. Od studenoga 1918. do srpnja 1919. austrijski socijaldemokrati formirali su koalicijsku vladu s Kršćanskom socijalnom strankom. U toj vladi bio je ministar vanjskih poslova.
Unatoč marksističkim socijalističkim stavovima, bio je pangermanist i njemački nacionalist. Pregovarao je s Weimarskom vladom o mogućem pristupu Austrije u Njemačku ožujka 1919. za vrijeme njemačke revolucije 1918.-1919.). Bio je razočaran kad je Versajski ugovor uklonio mogućnost ujedinjenje Austrije s Njemačkom.
Kad je Engelbert Dollfuss uz pomoć dijelova Kršćanske socijalne stranke i Heimwehra uspostavio autoritarnu korporatističku diktaturu 1933., aktivnosti austrijskih socijaldemokratska osjetno su se smanjile. Nakon sloma ustanka socijaldemokrata u veljači 1934., bio je prisiljen otići u izgnanstvo. Nastavio je organizirati austrijski socijaldemokratski otpor iz inozemstva. Prvo iz Čehoslovačke, iz Brna, potom iz Francuske, iz Pariza. Nastavio je književno i teorijski stvarati sve do smrti.
Umro je u Parizu 4. srpnja 1938. u dobi od 56 godina, samo četiri mjeseca poslije nego je Austrija Anschlussom postala dio Hitlerova Reicha.
Ottova sestra Ida Bauer bila je pacijentica Sigmundu Freudu, koji je objavio studiju o njenom slučaju pod pseudonimom Dora.

## Djela
- Die Nationalitätenfrage und die Sozialdemokratie, Wien 1907.
- Die Sozialisierungsaktion im ersten Jahre der Republik, Wien 1919 .
- Der Weg zum Sozialismus, Berlin 1919 .
- Bolschewismus oder Sozialdemokratie?, Wien 1920 .
- Die österreichische Revolution, Wien 1923.
- Die Nationalitätenfrage und die Sozialdemokratie, Wien 1924.;
- Der Kampf um Wald und Weide, Wien 1925.
- Sozialdemokratische Agrarpolitik, Wien 1926.
- Sozialdemokratie, Religion und Kirche, Wien 1927.;
- Kapitalismus und Sozialismus nach dem Weltkrieg, Berlin 1931 .
- Der Aufstand der österreichischen Arbeiter. Seine Ursachen und seine Wirkungen, Prag 1934 .
- Zwischen zwei Weltkriegen? Die Krise der Weltwirtschaft, der Demokratie und des Sozialismus, Prag 1936.
- Die illegale Partei, Paris 1939. (posmrtno)

## Vanjske poveznice
- Literatura Otta Bauera i o Ottu Baueru u katalogu Njemačke nacionalne knjižnice
- Otta Bauera o krizi 1929.
- Kurzbiografie (PDF; 74 kB)
- Otto Bauer und der Austromarxismus
- Das Linzer Programm der SDAP
- Weblexikon der Wiener Sozialdemokratie, natuknica Otto Bauer[neaktivna poveznica]
- Texte Otto Bauers
- Parteitagskritik der Linken an der Bauerschen Politik und Otto Bauers Antwort im Oktober 1933  Arhivirana inačica izvorne stranice od 8. travnja 2014. (Wayback Machine)